# Don Mattingly
Donald Arthur Mattingly (Evansville, 20 aprile 1961) è un ex giocatore di baseball statunitense che svolge il ruolo di manager per i Miami Marlins della Major League Baseball (MLB). In precedenza aveva giocato nel ruolo di prima base per tutta la carriera per i New York Yankees.

## Carriera

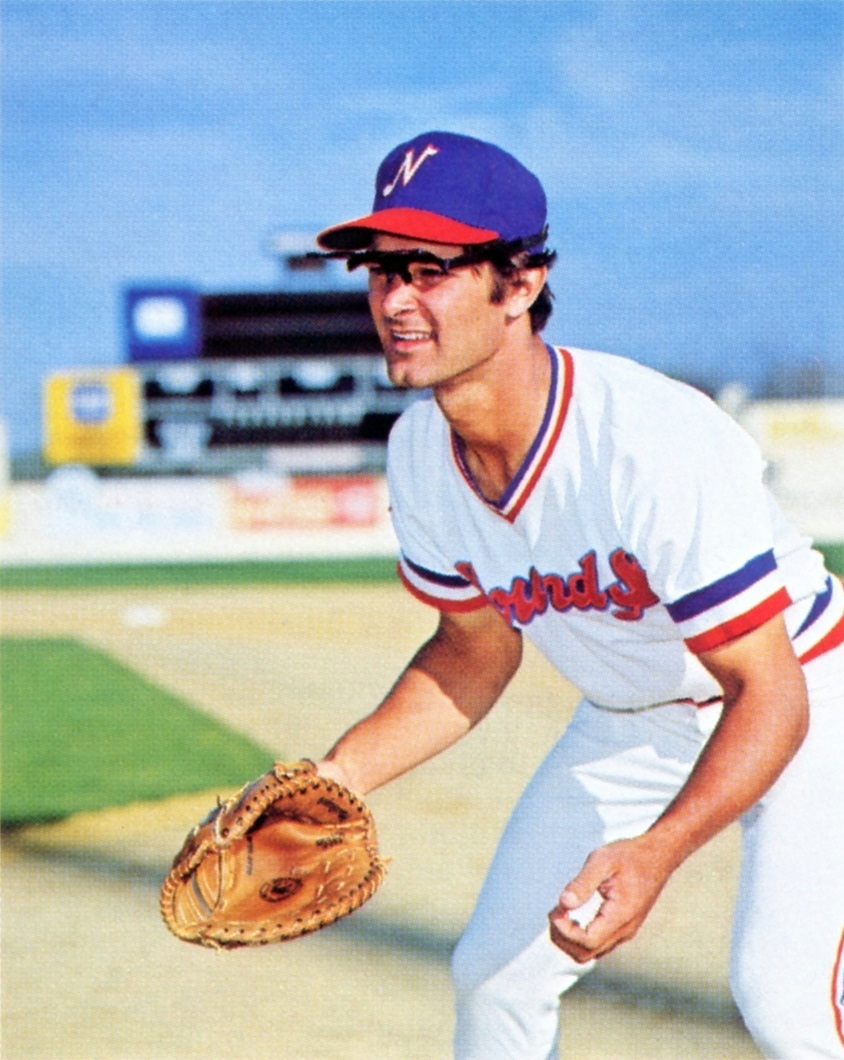
Mattingly nel 1981

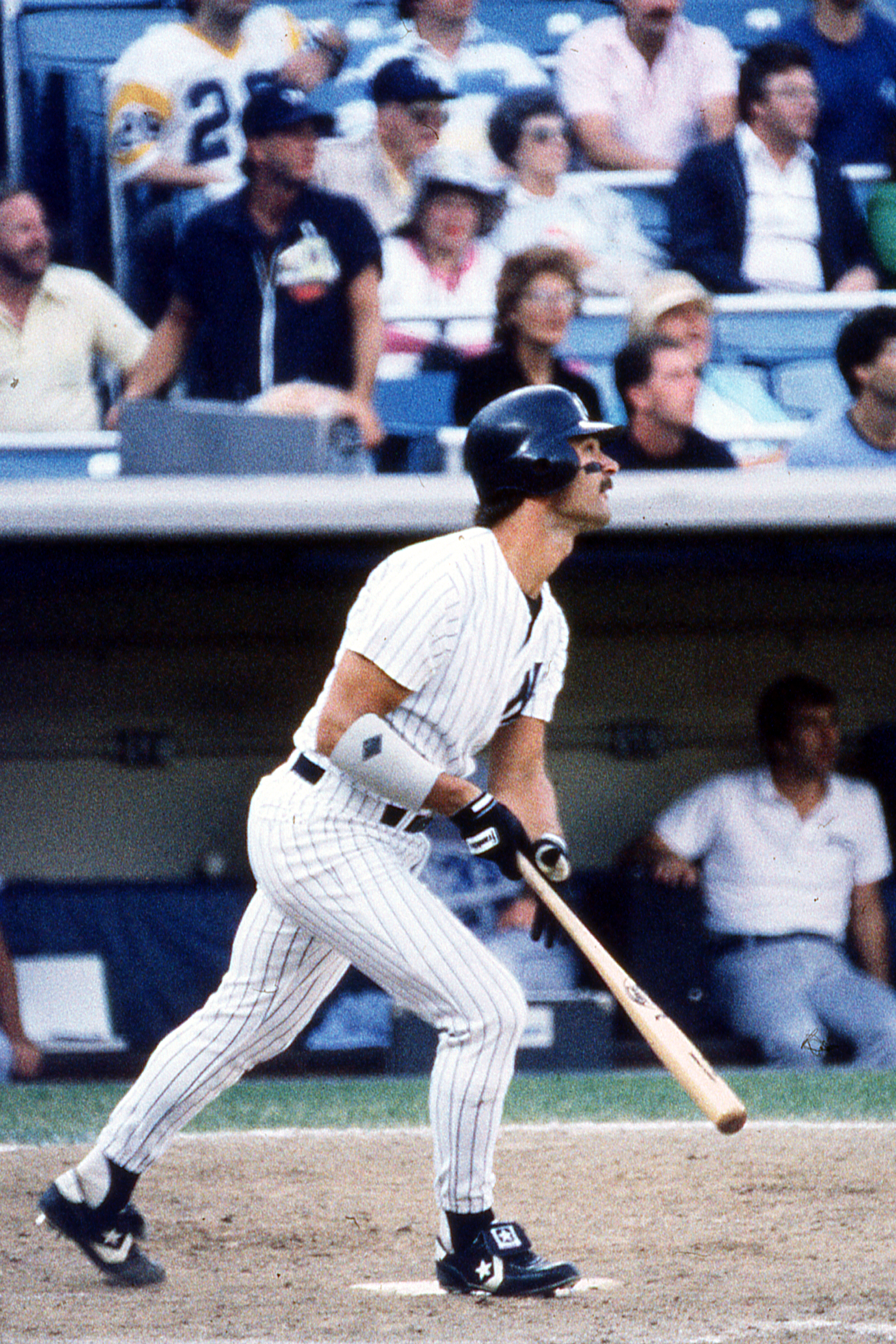
Mattingly con gli Yankees nel 1988

Mattingly debuttò con gli Yankees nel 1982 dopo tre stagioni nelle minor league, emergendo come il prima base titolare dopo una stagione di successo da rookie nel 1983. In carriera fu convocato per sei All-Star Game, vinse nove Gold Glove Award, tre Silver Slugger Award e nel 1985 fu premiato come MVP dell'American League. Fu il capitano degli Yankees dal 1991 al 1995, quando si ritirò. Per onorarlo, gli Yankees ritirarono il suo numero 23. Fece ritorno agli Yankees, allenati da Joe Torre, nel 2004 nel ruolo di allenatore dei battitori. Nel 2008 seguì Torre ai Dodgers, rimanendo nello stesso ruolo fino al 2010, quando subentrò a Torre come allenatore della squadra. Il 22 ottobre 2015 rescisse consensualmente il contratto con la squadra. Lasciò con la seconda percentuale di vittorie per un allenatore nella storia del club (55,1%) e fu il primo a guidarlo ai playoff per tre anni consecutivi.
Il 29 ottobre 2015, Mattingly firmò un contratto quadriennale per diventare il manager dei Miami Marlins.

## Palmarès

### Giocatore
- MVP dell'American League: 1

1985
- MLB All-Star: 6

1984, 1985, 1986, 1987, 1988, 1989
- Gold Glove Award: 9

1985, 1986, 1987, 1988, 1989, 1991, 1992, 1993, 1994
- Silver Slugger Award: 3

1985, 1986, 1987
- Miglior battitore dell'American League: 1

1984
- Leader dell'American League in punti battuti a casa: 1

1985
- Numero 23 ritirato dai New York Yankees

### Allenatore
- Allenatore dell'anno della National League: 1

2020

## Mattingly nella cultura di massa
- Mattingly nel 1992 ha partecipato come guest star in un episodio de I Simpson, intitolato Homer alla battuta, insieme ad altre otto stelle dell'epoca della MLB[4].